# Hettie Belle Ege

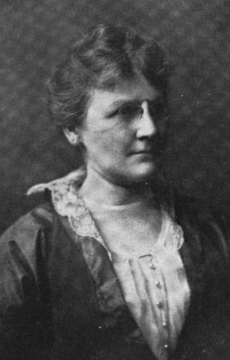
Hettie Belle Ege, 1915

 Hettie Belle Ege (* 31. März 1861 in Erie, Illinois, Vereinigte Staaten; † 19. November 1942 in Oakland, Kalifornien, Vereinigte Staaten) war eine US-amerikanische Mathematikerin und Hochschullehrerin. Sie war Professorin für Mathematik am Mills College und dort von 1914 bis 1916 Präsidentin.

## Leben und Werk
Ege war eines von vier Kindern von Joseph Arthur Ege und seiner zweiten Frau Catherine Rebecca Reisch Miller.  Sie studierte am Western College in Oxford (Ohio), an der University of Chicago, am Mills College und der Ludwig-Maximilians-Universität München.
Von 1895 bis 1930 war sie Professorin für Mathematik und Dekanin am Mills College. Sie war von 1914 bis 1916 amtierende Präsidentin des College. 1925 wurde sie im Rahmen des 100-jährigen Jubiläums des College mit der Ehrendoktorwürde ausgezeichnet.
Nach 35 Jahren Tätigkeit am College wurde sie 1930 emeritiert. Sie verbrachte danach 1931 einige Zeit in Cambridge.
Ege starb 1942 im Alter von 81 Jahren in Oakland. Ihr Grab befindet sich auf dem Campus des Mills College und dort gibt es ein nach Ege benanntes Wohnheim.